# ماریان زاف

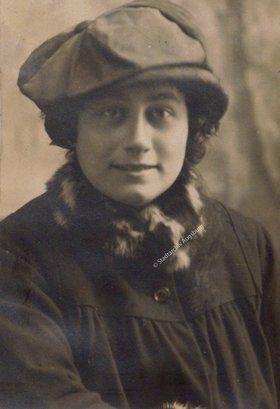
ماریان زاف

ماریان ژوزفین زاف (آلمانی: Marianne Josephine Zoff; زادهٔ ۳۰ ژوئن ۱۸۹۳ در هاینفلد، اتریش – درگذشتهٔ ۲۲ نوامبر ۱۹۸۴ در وین، اتریش)، بازیگر و خوانندهٔ اپرا اهل اتریش بود.
ماریان زاف نخستین همسر برتولت برشت بود. آن دو در سال ۱۹۲۲ با هم ازدواج کردند و در سپتامبر ۱۹۲۷ از همدیگر جدا شدند. دختر آنها هانا در ۱۲ مارس ۱۹۲۳ به دنیا آمد. زاف در سال ۱۹۲۸ با تئو لینگن کارگردان و فیلم‌نامه‌نویس آلمانی ازدواج کرد. ماریان زاف در سال ۱۹۸۴ در سن ۹۱ سالگی در وین درگذشت و در گورستان مرکزی وین به خاک سپرده شد.